# 小倉由菜
小倉 由菜（おぐら ゆな、1998年〈平成10年〉11月5日 - ）は、日本のAV女優、YouTuber。神奈川県横浜市出身。Mine's所属。愛称は「おぐゆな」。キャッチコピーは「ボクらの彼女」。

## 経歴
2017年12月7日、SODクリエイトのレーベル「SOD star」からSOD star3ヶ月連続デビューの第3弾として「小倉由菜 AV Debut」でAV女優デビュー。以降SODstar専属女優として活動。
デビューのきっかけは若い今でしか出来ないこともあるのではないかと思うようになったこと。また、紗倉まなの本業がAV女優だと知ったのことを機に興味を持った。2017年10月30日に情報解禁され、同日Twitter開始。翌日10月31日ソフトオンデマンドの渋谷ハロウィーン清掃イベントでお披露目となった。
2018年3月開催のSOD AWARD2018で最優秀新人女優賞とラムタラ女優賞を受賞した。
2018年6月26日より、同じSODstar専属女優である本庄鈴と二人で、SODクリエイトのTwitterアカウントから配信されるツイキャス配信に、約3年間原則毎週出演した。本庄鈴、吉岡明日海とのグループ名は「いいね！ゲッターズ」とされ、メーカーのアンバサダー的に活動。このユニット名は、当時ソフトオンデマンド新卒入社の、がるぼ南北が命名した。このツイキャス配信は、2021年6月24日を以て終了。2021年8月7日より、同じく本庄鈴とのパーソナリティでPodcast番組『＃気持ちいい女たち』がスタート。毎週土曜日夜に配信している(2023年12月現在)。
2019年3月に行われたSOD AWARD2019で優秀専属女優賞を受賞。
同月には、韓国視聴者をメインとした、小倉由菜個人のYouTubeチャンネル「OGURA YUNA TV」を開設(新チャンネルに移行したため、現在は閉鎖)。同年4月1日、同じ事務所のあやみ旬果が2015年から長らく務めていたMen'sMaxイメージガールに就任。
VR出演6作目の『雪山遭難VR』は、“このエロVRがすごい 2019年上半期”作品部門で、得票数1位に輝き、その3年後の2022年開催されたVR AV ベスト5！ 2016-2021オールタイムベストでも、作品賞第2位にランクイン。
同年10月17日、『メンズサイゾー』10周年記念イベント ゲオTVスペシャルアワード 『ヌケるセクシー女優No.1決定戦』キス&フェラ部門にノミネート。自身初の賞レースのノミネートになる。同年12月、キス&フェラ部門グランプリ受賞（授賞式は翌年1月10日）。2019年12月4日、スカパー!アダルト放送大賞2020にて、女優賞にエンタ!959推薦でノミネート。
2019年3月には『濡れた愛情 ふしだらに暖めて』でピンク映画デビュー。松崎いつか役で初主演を務める。この演技が評価され、翌2020年4月発表『ピンク映画ベストテン』の『桃熊賞』主演女優賞を受賞した。
同年11月28日、新型コロナウイルス感染拡大の影響を受け延期されていたスカパー!アダルト放送大賞2020授賞式が開催され、スカパー!オンデマンドアダルト賞を受賞。
2020年12月17日、『ゲオTV×メンズサイゾー セクシーパネルクイズ～ドアップ25～私は誰でしょう？』WEB投票でセクシーLIP女優賞を受賞。。
「このエロVRがすごい」2021年上半期作品部門で『【VR】新アングル！地面特化VR 小倉由菜「しゅきしゅき～」相思相愛な激カワ彼女とだいしゅきホールド中出し』が得票数1位を獲得。2019年上半期以来、2度目の作品部門1位受賞になる。
雑誌『FLASH』 2021年8/17.24合併号に掲載された、単体作品の売上データを元に作成した2021年FANZA上半期ランキングのVR動画部門でも、小倉由菜はランキング第1位を獲得。VR売上・VR作品評価とも、トップクラスの実績を残した。同号に掲載の「読者300人が選んだFLASH 2021セクシー女優ランキング」読者投票では26位を獲得。
同年12月、光文社『FLASH』発表の2021年セクシー女優ランキング第7位。デビュー4年目を迎える2021年は『月刊ソフトオンデマンド』『MEN'S DVD SEXY2』と専門雑誌の表紙を2ヶ月連続で飾る活躍を見せると共に、架乃ゆらとのW主演映画『恋の墓』の東京渋谷公開をはじめ、朝日新聞社運営webのインタビューや、テレビ東京の番組『同級生、のちセクシー女優』出演など、アダルトメディアに留まらず、一般メディアでの露出が増えた年となった。

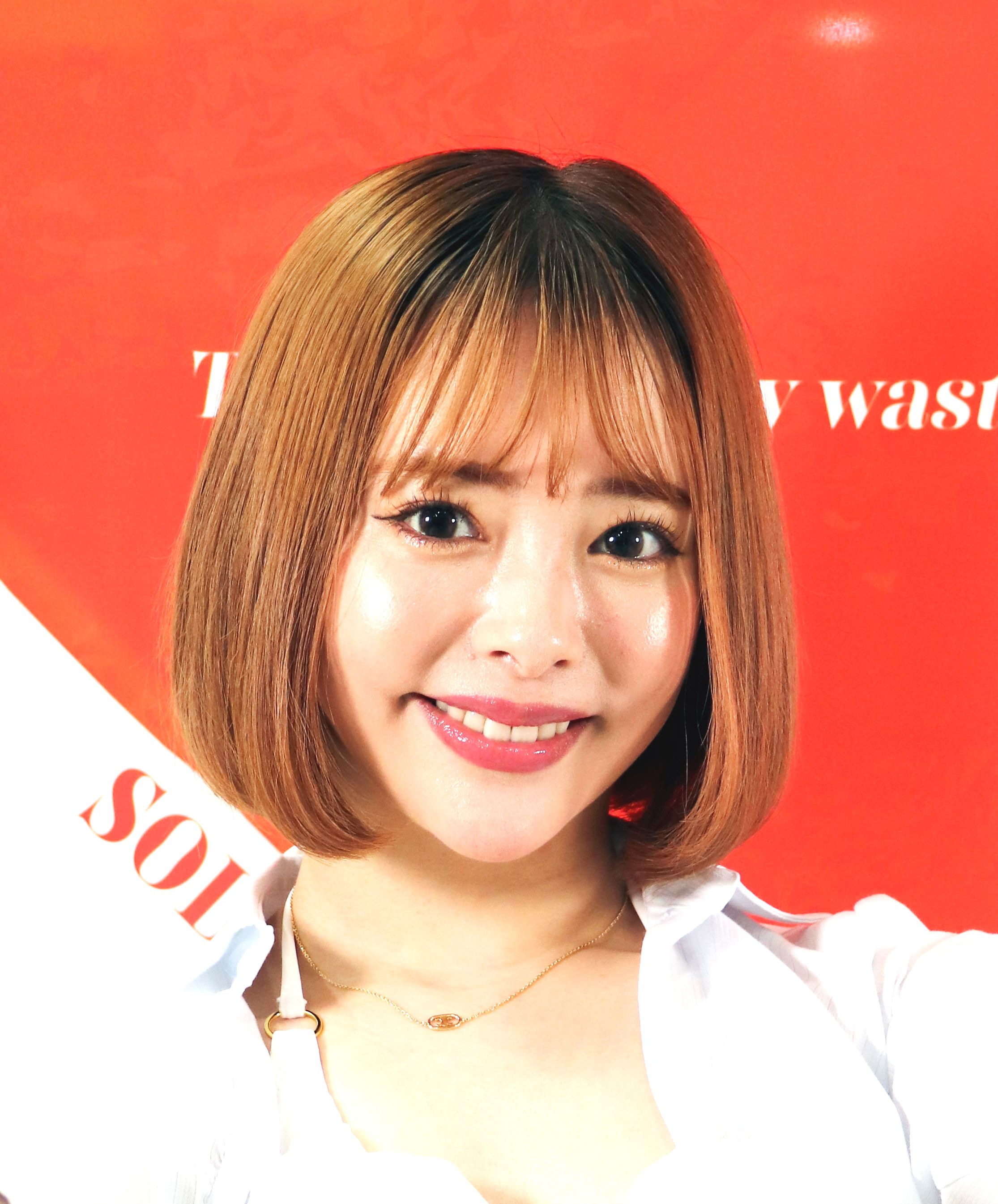
秋葉原・女子社員酒場（2022年3月）

2022年5月、デビュー4周年を記念したクラウドファンディング「ひとつなぎ」にて、ヌード一切なしのフォトブック「4ever」を出版及び、2022年8月19日〜21日には、初めての単独写真展を渋谷にて開催
2022年12月26日週FANZA通販フロアランキングにて、デビュー作収録の『SODstar15周年記念！厳選した人気スター女優18名 デビューSEX集めました!』が1位を記録。
『【フェス帰り×夜行バス】ライブで意気投合した小悪魔ギャルにゼロ距離密着ささやきされ続けた静岡→新宿間 小倉由菜』は、“このエロVRがすごい 2022年下半期”作品部門で、得票数2位を獲得した。
2023年5月に発表されたアサヒ芸能「2023現役AV女優SEXY総選挙」第33位。関東圏では全世代から得票を得たものの、関西圏での人気が伸び悩んだ。
2023年4月25日発売の講談社『週刊現代グラビア別冊 WGLuxury Vol.1』では唯井まひろとのコンビで表紙モデルを担当。
2024年1月20日に東京・渋谷の東京カルチャーカルチャーにて、年齢制限なしのデビュー6周年記念イベント『祝 小倉由菜6周年おめでとうトークイベント in 渋谷』を開催。イベント内では、6周年を迎えた心境や今後やってみたい作品などについてのトークや自身のウィキペディア（当記事）の内容を本人と共に検証し、間違っている箇所は会場に来ているファンの中でログインできる者に訂正してもらうという企画などが行われた。
2024年4月発売『アサヒ芸能』発表「2024現役AV女優セクシー総選挙」において総合32位となる。ギャル女優としての地位を確立も、笑える作品群は賛否を分けた。
2024年9月15日、台湾・JKFが共催のもと、日本初のセクシー女優のみで行うプール撮影会『TREND GIRLS 撮影会 2024』に参加し話題となる。

### YouTubeでの活動
韓国視聴者をメインとした、YouTubeでの活動を2019年より行っており、多くの視聴者を獲得している。
2019年3月、初めて開設した小倉由菜個人のYouTubeチャンネル「OGURA YUNA TV」は、現役AV女優トップクラスのフォロワー数を持つ、人気チャンネルであった。チャンネル登録者数は47.2万人、総視聴回数は7614万回を越えた（2022年6月6日時点の数字）。こちらは2022年更新が終了しており、2023年12月現在、過去のコンテンツを視聴することはできない。
続いて2023年1月7日に、新しく個人のYouTubeチャンネル「오구오구 OGUOGU」の開設と初回投稿が告知された。こちらのチャンネル登録者数は13.3万人、総視聴回数は1872万回となっている（2023年12月5日時点の数字）。

### 韓国語メディアでの活動

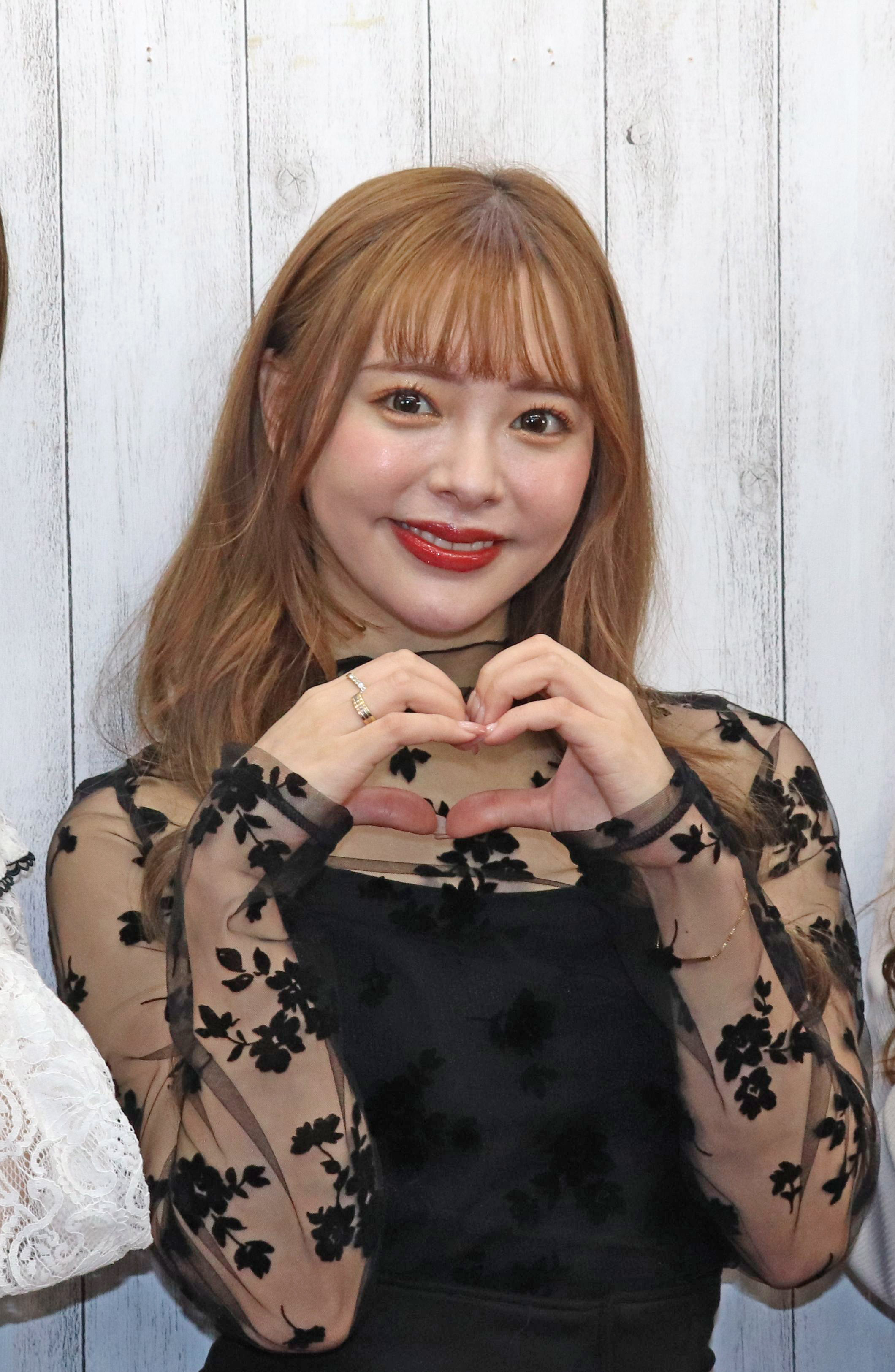
アキバに愛に恋！秋葉原ジャックイベント（2022年12月11日撮影）

後述のように学生時代の留学経験から韓国語が話せることもあり、2021年現在自身のYouTubeチャンネル登録者の76％が韓国からのもの。日本ではコンプライアンスの兼ね合いからテレビ東京、ABEMAなど出演できるメディアが限られるが、韓国はAV自体が違法なもの（当時）なので職業での区別がなく、テレビメディアには一般芸能人の区分になるため、テレビへの出演という意味合いでは韓国のほうが出やすいという。
「中国と言ったら蒼井そらさん、台湾と言ったら波多野結衣さん、韓国は日本人AV女優枠はないな」という点から、将来的には「韓国のAV女優枠」を狙っているとインタビューでは回答している。
2023年には歌手でタレントのタク・チェフンが進行役を務める配信チャンネルに出演し、600万もの累積再生数を記録した。また、韓国での『龍が如く』シリーズ広報大使となっている。
同年10月19日には韓国での芸能活動が評価され、ソウル江南のエリエナホテルで開かれた「第43回黄金撮影賞授賞式」（Golden Cinematography Awrads）に出席し、「親善文化交流賞」を授与された。

## 人物
3人兄弟の長女で、デビュー作では専門学校生の設定だった。最初にやったアルバイトは朝鮮料理屋。デビュー前に韓国留学経験もあり、語学は英語と朝鮮語が日常会話ぐらいはできる。
趣味は韓国料理、ドライブ、映画鑑賞、旅行。好きなAV女優は紗倉まな、白石茉莉奈。自分でいいと思う体のパーツは肌。
恋愛で初めて付き合ったのは中学生の時。初体験は高校3年生の時で、半年ぐらい付き合った彼氏とだった。
好きなプレイはフェラで舐めること。性感帯は全身、うなじ、背中。自らが紗倉まなを知ったことで世界が開けたように、女性にも自分のことを知ってほしいと、後述のようにメディア出演には積極的。AV女優を目指すにあたり、親には相談し反対されたが、「自分で決めたことだから」と伝えたという。自分で本気で何かをやると決めたのはこれが初めてだったと語っている。
仲のよい女優は、同じSODstar専属&同じ事務所マインズ所属である唯井まひろ。2023年6月29日にはマインズ社長の「まひゆなで見てこい」との勧めで、BiSH・東京ドームラストライブにも唯井まひろと駆けつけている。
好きなマンガは『クレヨンしんちゃん』。好きな食べ物は和食や、韓国、中華料理など辛いものが好き。柿の種や、せんべい類なども好み。鍋では自分の小皿に入れたあと、必ずキムチを入れる。好きな鍋の具材は、マロニーとつみれ。
好きな飲み物はルイボスティー、ブラックコーヒー(デビュー時はカルピスであった)。嫌いな食べ物はイチゴ。
下着は中学時代よりTバックのみを着用。このためAV撮影でのほうが下着面積が大きい。
自身もクラスの男子の会話から紗倉まなや上原亜衣を知り、2人のインフルエンサー的活動からAVに興味を持ったため、2023年のインタビューでは「最近は後からAV女優だと知ってびっくりしたとか、よく言われます」と女性ファンの入り口にもなりたいことを答えている。

## 作品

### アダルトビデオ
2017年
- 01 STAR-854 小倉由菜 AV Debut（12月7日、SODクリエイト）監督/星シュート

2018年
- 02 STAR-866「想像しただけで濡れちゃいます…」小倉由菜のHな妄想を叶える4本番（1月11日、SODクリエイト）監督/星シュート
- 03 STAR-877 由菜にご奉仕させて下さい 究極のご奉仕志願 5コスプレ3SEX（2月8日、SODクリエイト）監督/トレンディ山口
- 04 STAR-886 僕の彼女はおしゃぶりが我慢できない学園のアイドル（3月8日、SODクリエイト）監督/キョウセイ
- 05 STAR-901 小倉由菜が本気でイキまくる!!たっぷり焦らしたトロトロおマ○コにデカ○ン10本連続激ピストンSEX（4月12日、SODクリエイト）監督/らくだ
- 06 STAR-913 性感エステ×フルコース10コーナー240分SP（5月10日、SODクリエイト）監督/K*WEST
- 07 STAR-925 小倉由菜 精子を舌で舐め取りじっくり味わう初ごっくん（6月7日、SODクリエイト）監督/麒麟
- 08 STAR-939 小倉由菜 脚ガクガク腰砕け!立っていられないほどのビックビク絶頂性交（7月12日、SODクリエイト）監督/一ノ瀬くるみ
- 09 STAR-953 性欲が強すぎるサークルのヤリ○ンアイドル（8月9日、SODクリエイト）監督/キョウセイ
- 10 STAR-969 ガチ素人男性と初めてのドッキドキ童貞筆おろしSEX4本番!（9月6日、SODクリエイト）監督/一ノ瀬くるみ
- 11 STAR-984 いいなり温泉旅行（10月11日、SODクリエイト）監督/トレンディ山口
- 12 STAR-998 みるみるヌキテクが上達していく成長期の従妹(いとこ)に3日間で12発も射精させられた思い出（11月8日、SODクリエイト）監督/矢澤レシーブ
- 13 STARS-011 小倉由菜 ナマ派 初中出し解禁（12月6日、SODクリエイト）監督/キョウセイ

2019年
- 14 STARS-022 満員電車で通学中の美少女女子○生を征服痴漢（1月24日、SODクリエイト）監督/キャプテン江原
- 15 STARS-034 舐めて!しゃぶって!咥えっぱなし!チ○ポ大好きごっくんフェラチオ（2月7日、SODクリエイト）監督/赤井彗星
- 16 STARS-043 672時間禁欲＆焦らしによって溢れ出るマン汁をメレンゲになるまでピストン（3月7日、SODクリエイト）監督/ZAMPA
- 17 STARS-056 復縁後3日間、僕の元に帰ってきた年下彼女が毎日ドMなおねだりをしてくる。（4月11日、SODクリエイト）監督/星シュート
- 18 STARS-068 幼馴染みと子作り中出しセックスを練習しまくることになった僕。（5月9日、SODクリエイト）監督/五右衛門
- 19 STARS-090 痴女の女神「私がアナタを、死ぬほど犯してあげるね?」無理やり強制射精管理で連射・男潮・寸止め絶頂スペシャル!!（6月6日、SODクリエイト）監督/テキラティーノ
- 20 STARS-080 尻フェチspecial!!バック膣奥激ピストンからのアナル丸見せまくりで何度もイッちゃうってばぁあ!（7月11日、SODクリエイト）監督/うさぴょん。
- 21 STARS-104 なんか由菜って、リア充で幸せそうでムカつくから好き放題レ×プしてもらったんだ。（8月8日、SODクリエイト）監督/真咲南朋
- 22 STARS-117 誰にもバレないように校内でこっそり誘惑してくる小悪魔制服美少女（9月12日、SODクリエイト）監督/キョウセイ
- 23 STARS-120 SODstar 11 SEX BUBBLE PARTY 2019 ～プールで感度アゲアゲイキまくり編～（9月12日、SODクリエイト）監督/星シュート ※Blu-ray  同時発売
- 24 STARS-133 小倉由菜×ナチュラルハイ 痴漢OK娘スペシャル SODstarVer. 絶対NGの極上美貌女を連日痴漢で大量ごっくんするまでOKさせろ（10月10日、SODクリエイト）監督/イタカ・スミスリンパウダー
- 25 NHDTB-330 ナチュラルハイ20周年記念作品 これが噂の痙攣薬漬け水着モデル 絶叫10連続FUCK（10月24日、ナチュラルハイ）監督/イタカ・スミスリンパウダー
- 26 STARS-147 憑依バカッター 小倉由菜 エロバカ行為怒涛の20連発 大大大炎上SP（11月7日、SODクリエイト）監督/太田みぎわ[57]
- 27 STARS-160 SODstar 10 SEX AFTER PARTY 2019 ～クラブでハメハメヌキまくり編～（11月21日、SODクリエイト）監督/星シュート ※Blu-ray  同時発売
- 28 STARS-171 WドM奴隷 拘束・調教・人体固定 鬼畜大量膣奥出しレ×プ!Special!!!! 本庄鈴 小倉由菜 大量中出し16発!!（12月12日、SODクリエイト）監督/ザック荒井
- 29 STARS-164 WドS痴女 超豪華無限射精フルコース！SPECIAL!!!!（12月26日、SODクリエイト）監督/ザック荒井

2020年
- 30 STARS-179 100発ぶっかけ解禁 素人男性超特濃本物ザーメン（1月9日、SODクリエイト）監督/麒麟
- 31 STARS-195 まさかの雪山遭難NTR!? 彼氏が救助隊を呼びに行った直後から…カラダを温め合い極限状態のサバイバルSEXしまくった18時間。（2月6日、SODクリエイト）監督/らくだ
- 32 STARS-208 大嫌いで大好きな先生を、DQNの先輩達に犯してもらいました…。（3月12日、SODクリエイト）監督/鯵野舐朗
- 33 STARS-223 小悪魔エステティシャンの超極上悶絶オイルマッサージ♪（4月9日、SODクリエイト）監督/テキラティーノ
- 34 STARS-234 『あなた、ごめんなさい…って言わせたいんでしょ？』～人妻幼馴染は、帰省してきた初恋の人にW不倫中出しを誘惑されたかった…大型連休の出来事～（5月8日、SODクリエイト）監督/トレンディ山口
- 35 STARS-258 小倉由菜 つゆだく（6月9日、SODクリエイト）監督/大崎広浩治
- 36 STARS-248 無断キャンセル女子大生レ×プ 女子アナに内定するほどのハイスペック女子がたったこれだけで居酒屋のクズアルバイトに中出しされて人生終了（8月13日、SODクリエイト）監督/イージー松本
- 37 STARS-288 超全力! ザーメン抜きまくり63発 12タイトル4時間スペシャル（9月10日、SODクリエイト）
- 38 STARS-260 童貞部下と出張先でホテル相部屋 翌朝までベロチュウ姦され続ける化粧品メーカーの寝取られ女上司（10月8日、SODクリエイト）監督/ドラゴン西川
- 39 STARS-286 ボンデッド（11月12日、SODクリエイト）監督/馨
- 40 STARS-307 銀河系三ッ星ハーレム 極上射精へと誘う逆4Pスペシャル（12月10日、SODクリエイト）監督/イージー松本
- 41 SDHS-017 ムラついた性欲を満たすためエッチな言葉を吐きながら中出し妄想じゅぽじゅぽディルド痴女（12月23日、SODクリエイト）監督/クレジットなし ※配信のみ。撮りおろし。

2021年
- 42 STARS-314 衣服潜り込み痴漢 完全着衣潜入アングル（1月8日、SODクリエイト）監督/タナカ・ベーコン
- 43 STARS-325 出産を控えた新婚夫婦から旦那を寝取って強●中出しさせる美人パーソナルトレーナー （2月11日、SODクリエイト）監督/前田文豪
- 44 STARS-336 4年目女優・小倉由菜が満を持してついに初出勤!!無制限発射OKで連続ナマ中出しさせてくれる完全会員制・三ツ星ソープ（3月11日、SODクリエイト）監督/ザック荒井
- 45 STARS-355 「お義父さんやめてください…」 夫に言えない義父との姦淫 中年オヤジとのねっとりベロチュー変態セックスに溺れる若妻（4月8日、SODクリエイト）監督/犬神涼
- 46 STARS-363 ずっと布団の中・・・密着ねっとりピストンでドクドク中出しが止まらない （5月7日、SODクリエイト）監督/赤井彗星
- 47 STARS-359 初夏スペシャル!トビジオっ!特報NEWS 勤務中ずっと痙攣・潮吹きっぱなし・失禁しても平然と原稿を読み上げる小倉由菜アナウンサー（6月10日、SODクリエイト）監督/ダイナナ
- 48 STARS-392 人気エロカワ美容師ゆなさんは実はとんでもなくキス魔 お客様をべろちゅう誘惑ぐい（7月8日、SODクリエイト）監督/太宰珍歩
- 49 STARS-409 失禁するほどピストンバイブでイカされて…「潮吹いちゃうからぁぁ」アクメ直後もガンガンッ膣奥を突きまくる超追撃ピストン性交 （8月12日、SODクリエイト）監督/小松(17)
- 50 STARS-423 かつて自分の部下だったファッションデザイナーゆなが俺より出世するなんて許せない、洗脳エステで俺の思い通りにしてやる！（9月9日、SODクリエイト）監督/犬神涼
- 51 STARS-449 喧嘩後の仲直り中出しエッチは最高に気持ちよかった…（10月7日、SODクリエイト）監督/真咲南朋[58]
- 52 STARS-459 1カ月禁欲生活⇒禁欲解除を3回繰り返し、合計3か月の禁欲生活&台本一切なし 小倉由菜1年以上ぶりの「完全ドキュメントAV」（11月11日、SODクリエイト）監督/ダイナナ
- 53 STARS-482 感謝いっぱいボクらの彼女 小倉由菜デビュー4周年!終始イキっぱなし大痙攣!完全撮り下ろしほぼ4時間収録!!（12月9日、SODクリエイト）監督/ZAMPA

2022年
- 54 STARS-503　射精依存改善治療センター 異常性欲に苦しむ絶倫ち●ぽを新人医療従事者・Oさん(仮名)がサポートします（1月13日、SODクリエイト）監督/ダイナナ
- 55 STARS-511 人気アパレル店員ゆなさんは舐めるのが大好きビッチギャル!ヨダレダクダク、ものエロスゴい痴女舌テクでお客様を次々誘惑!顔から足先まで全身舐めまわしぐい（2月10日、SODクリエイト）監督/太宰珍歩[59]
- 56 STARS-534 ドラッグストアでアルバイトする地味女子JD、小倉さんは男性経験はないけれど性欲はチョモランマ級!!オタク女子に彼氏が出来た!初めての生チ●ポにドスケベ大解放!エロ山大噴火!（3月10日、SODクリエイト）監督/きとるね川口[60]
- 57 SDMM-109【マジックミラー号25周年記念作品】紗倉まな10年ぶりの乗車! 悩めるAV男優じみけんを救ってくれませんか? ち〇この悩みはま〇こで解決!!濃密ご奉仕SEXで勇気づけろ! 傑作コントを奇跡のAV化!（3月24日、SODクリエイト）監督/CHAIN宗
- 58 STARS-551 激ピストン限定即ハメ筋トレジム 美女モデル・小倉由菜 ～絶頂イカせで鍛え抜かれた美しいカラダを作る～（4月7日、SODクリエイト）監督/ダイナナ
- 59 STARS-572 ドバドバ精子垂れ流し無限昇天イメクラエステ4COSPLAY3sex（5月12日、SODクリエイト）監督/ザック荒井
- 60 STARS-592 体の相性が最高なコンビニパート主婦Oさんとは休憩2時間のショートタイム密会でも最低3回は射精（だ）せる（6月9日、SODクリエイト）監督/肉尊
- 61 STARS-620 妻子がいるのに理性が効かなかった…まさか部下の小倉が… すべては仕組まれた罠だった 誰にも言えない相部屋逆NTR出張（7月7日、SODクリエイト）監督/苺原
- 62 STARS-657 『世界で1番エロいキスしてみない?』理性を忘れて舐めまくる感じる唇、終わらない接吻。（8月10日、SODクリエイト）監督/キョウセイ
- 63 STARS-682 SOD本社で一日AD体験! 制作部アシスタントディレクターになった小倉由菜が知り合い訪問者を目の前にずっとハメっぱなし辱め業務（9月7日、SODクリエイト）監督/ダイナナ
- 64 STARS-673 【終わらない最悪のレ●プスパイラル】 鬼畜レ●プ魔に犯●れ→相談した上司にもレ●プされ→同僚にも輪●強●中出し 3度のレ●プ被害者:不動産会社勤務 O・Y さん （11月10日、SODクリエイト）監督/ザック荒井
- 65 STARS-718 最終兵器的彼女 小倉由菜のマンションに泊まって犯され、一生忘れられない最高の連続中出しと夜明けを迎えた。 （12月8日、SODクリエイト）監督/さもあり[56][61]

2023年
- 66 STARS-753 顔面優勝なおぐゆながあなただけのためにシコサポ 連続射精間違いナシ10シチュ180分SP!（2月9日、SODクリエイト）監督/紋℃[56]
- 67 STARS-779「最近奥さんと中出し、してないでしょ?」子種欲しさに近所の既婚男性ばかり狙って強●中出しさせる妊活穴妻（3月9日、SODクリエイト）監督/きとるね川口[62]
- 68 STARS-805 パンッパンの膀胱を激突きで決壊! イキ汁ハメ汁スプラァァァァッシュ!おしっこダバダバ止まらない失禁大絶頂アクメ（4月6日、SODクリエイト）監督/チク兄
- 69 STARS-821 ワタシ ヲ ステナイデ AI搭載ラブドールと同棲生活（5月11日、SODクリエイト）監督/夕刊
- 70 STARS-836 ノリ良し、顔良し、都合良し。最高にシコい愛人ギャルと朝までヤリ倒す。（6月8日予定、SODクリエイト）監督/嵐山みちる
- 71 STARS-861 オナ中毒おぐゆなが街中のあらゆる場所で大胆オナニー! スリルと興奮で限界まで昂った性欲が爆発するSEXがエロすぎた!（7月6日、SODクリエイト）監督/太宰珍歩
- 72 STARS-877【夏といえば水着！SODstar全員ビキニ祭】終電逃したフェス帰りギャルを泊めてあげたら「お礼はカラダで（ハート）」と夜から朝まで何度もヌキまくってくれた!（8月10日、SODクリエイト）監督/ザック荒井
- 73 STARS-891 常に性交 家事代行サービス 炊事・洗濯・掃除…家事全般を〈性交しながら〉施してくれる家政婦・小倉さん（9月7日、SODクリエイト）監督/ダイナナ
- 74 STARS-913 裏オプで生本番させてくれる!? 追撃乳首責め手コキで連射までさせまくる回春エステ!!（10月12日、SODクリエイト）監督/五右衛門
- 75 STARS-928 キメセク相部屋NTR 大嫌いで最低最悪な絶倫元カレに…媚薬を飲まされ…×××。（11月9日、SODクリエイト）監督/前田文豪
- 76 STARS-977【特典映像付き】湯○原温泉連続○人事件を解決するまでイカされ続ける、ビンカン探偵・小倉由菜（12月21日、SODクリエイト）監督/星シュート

2024年
- 77 STARS-952 両親不在中にクソ生意気な義妹ギャルを粘着引きニートの兄がレ×プ・監禁・徹底服従させた（1月11日、SODクリエイト）監督/嵐山みちる
- 78 STARS-990 もうすぐ結婚する、最愛の君と。結婚式までの限られた時間の中で抑えが効かない嫉妬と性欲をぶつけまくった。（2月8日、SODクリエイト）監督/太宰珍歩
- 79 START-008 サークルの宅飲みで眠剤を仕込まれ、集団眠姦×キメセクレ○プ 無防備な身体に好き勝手中出しされ続け…（3月7日、SODクリエイト）監督/チク兄
- 80 SDDE-721 たった千円で超ペロペロに…?! 早い・安い・ヌきまくりで話題の即尺ヌキありセンペロ酒場に密着! SODstar×SENZ（4月11日、SODクリエイト）監督/矢澤レシーブ
- 81 START-054 超至近距離で僕を誘惑してくる親友の彼女と…声が出せない密室、親友はすぐそこ! バレたら終わりなのに精子が止まりません…。（5月9日、SODクリエイト）監督/大崎広浩治[63]
- 82 START-079 港区女子はSEXで勝ち組になる。絶対に逃したくない太パパをそのエロテクで本命彼女より沼らせる女。（6月6日、SODクリエイト）監督/タイガー小堺
- 83 START-093 SEXのカリスマおぐゆなが凄テクで素人男性をイカせまくり! 人生最高のすんごい絶頂体験! 夢の無制限発射SEX!（7月11日、SODクリエイト）監督/キョウセイ
- 84 START-129 人格支配済性処理ダッチワイフ販売中。 施設のお爺ちゃん、お婆ちゃんから孫の様に溺愛されている 介護福祉士ゆなさん（8月8日、SODクリエイト）監督/チク兄[64]
- 85 START-141 ヤンママの叔母に童貞を食われました。普段はガサツな叔母のドエロいオンナ顔に欲情し全精子を捧げた絶倫すぎる盆休み。（9月12日、SODクリエイト）監督/Pa小町
- 86 START-163 セックス大好きなヤリマン・ヤリチンが集まるオフ会で、朝までオフパコ乱交!（10月10日、SODクリエイト）監督/タイガー小堺[65]
- 87 START-187 週3サウナに通う美人サ女子を媚●ロウリュでガンギマりさせて肉便器化 異常発汗と大量失禁で全身整うまで何度もヤリ倒した一部始終（11月21日、SODクリエイト）監督/太宰珍歩[66]
- 88 START-213 小倉由菜 ファン感謝! ぜつりん馬乗りフェス!! 2ヶ月間の尻＆膣トレでたどり着いたニュー騎乗位で、ユーザー様を大量ぶっこ抜き!!! 特典映像収録のスペシャル版【デビュー7周年特別企画】（12月26日、SODクリエイト）監督/井上ジャパン[67]

2025年
- 89 START-229 被●者数1000人以上の悪徳整体師の●撮映像の中で、唯一手に負えなかった性欲オバケをお見せします。押圧ポルチオマッサージで足ピンV字イキする夜勤明け看護師・Oさん（1月23日、SODクリエイト）監督/スケザネヘイタ
- 90 START-260「明日は妻の出産予定日です。」嫁が里帰り中に同窓会で再会した同級生を下心でお持ち帰りしたら、略奪マウント中出しで精子を搾り取るとんでもない魔性の女だった。（2月6日、SODクリエイト）監督/前田文豪
- 91 START-268 少子化対策の一環として独身者に対する性器情報の統計調査が義務化されます。口淫で男性器の個人情報（長さ・太さ・硬さ・角度）を収集する一級チ〇ポ測量士小倉由菜さん（3月6日、SODクリエイト）監督/太宰珍歩
- 92 START-295 毎週土曜日、必ず俺の家の目の前で潰れている迷惑カップル。泥●中の彼氏の目を盗みだらしない彼女を1ヵ月かけて【オートマイキ（全自動絶頂）】するまで開発した。（4月10日、SODクリエイト）監督/ジャケン小玉
- 93 START-311 前代未聞! 小倉由菜の壁尻パネルを出張レンタル! 暴走する精子満タン男たちのザーメンを膣で受け止め白濁マン汁まみれでガクイキする二日間に密着!（5月8日、SODクリエイト）監督/太宰珍歩
- 94 START-332 歓迎会で泥〇した入社初日の夜、帰りに乗車したタクシー運転手が介抱してくれて… 仕事の愚痴を聞いてもらいながら業務中時短SEXで性欲も満たす最高の関係になった。（6月12日、SODクリエイト）監督/コスモアタック渡辺
- 95 START-344 催淫ブライダルエステ 幸せ絶頂の結婚式直前に媚ヤクミストで感度爆増エビ反り痙攣絶頂してしまうプレ花嫁（7月10日、SODクリエイト）監督/大崎広小路
- 96 START-368 SODSTAR×SENZ - セックスが溶け込んでいる日常 - 常に性交美容室 表●道人気店 小倉由菜×唯井まひろ（8月7日、SODクリエイト）監督/太宰珍歩
- 97 START-386【CAUTION】ぶっ壊れます。 ハードSEXをしばらくやっていなかったウズウズしている子宮を久しぶりの巨根と追撃激ピスで鬼イカセ! 124分間ハメっぱなしエビ反りノンストップ乱交!（8月21日、SODクリエイト）監督/太宰珍歩
- 98 SODS-073 変幻自在の絶世美女 小倉由菜 最新タイトルを含めた５年ぶりの総集編厳選20作品20SEX（9月25日、SODクリエイト）

### VR
2018年
- 最初から最後まで甘い耳元囁きと見つめ合いキス 対面座位、騎乗位、正常位でたっぷり味わう美少女キツキツま○こ（6月1日、SODクリエイト）監督/柏倉弘
- ファーストキスはほろ酔いでキス魔になった親戚の超可愛い妹！何度もキスを求められエロスイッチの入った妹とイチャイチャ童貞筆おろしセックス（7月6日、SODクリエイト）監督/星シュート
- 最高のJOIでめちゃくちゃ気持ちいいオナニーさせてア・ゲ・ル（8月10日、SODクリエイト）監督/夢野あいだ、笠井貴人
- めちゃくちゃ可愛い彼女と初エッチ！僕のチ○ポと彼女のマ○コは相性抜群＆お互い絶倫！気持ち良すぎて何度もイキまくりヤリまくり！（10月5日、SODクリエイト）監督/らくだ
- 小倉由菜のオナニーのお手伝いしてあげる！激カワナース・セクシー女医の由菜ちゃんがアナタのオナニーを手伝ってくれる3コーナー2時間越え！（12月28日、SODクリエイト）監督/森川圭

2019年
- 唾飲みVR-2- 美女の唾厳選12名スペシャル！（1月10日、SODクリエイト）監督/秋山メメ
- 【雪山遭難VR】このままじゃ凍死確実!裸で抱き合ってカラダを温め合い、至近距離で見つめられながら密着摩擦で生性器をコスり合った直後に極限状態のサバイバルSEX（2月9日、SODクリエイト）監督/矢澤レシーブ
- リアル同棲彼女 めちゃくちゃ可愛い小倉由菜ちゃんが僕のことを大好きでしかも超エッチ！こんな子と一緒に住んだら毎日楽しくイチャイチャしっぱなしでエッチもヤリまくりの究極ラブラブ同棲日記（7月4日、SODクリエイト）監督/ウィルチンチン
- リアルAV男優体験！撮影中チンチンが勃起しなくなってVTRストップ！勃起待ちで絶体絶命の危機に天使の小倉由菜がしてくれた本当にHなこと（8月15日、SODクリエイト）監督/ジーニアス膝
- パンスト破りVR（8月29日、SODクリエイト）監督/らくだ
- 超高級Wおっパブspecial！SODstar大集合!!（9月16日、SODクリエイト）監督/小松(17)
- W痴女の女神!!究極の逆3PスペシャルVR【HQ超高画質】SODstarが前後左右密着♪ヌキまくりで、あなたのリクエスト通り死ぬほど滅茶苦茶に犯しまくってくれるVR 【こんなVRが見たい!祭 2019年】（11月4日、SODクリエイト）監督/タイガー小堺
- 生意気なリア充オンナを喉奥イラマでごっくんさせ続けて 俺のチ○ポ大好き女にした（12月23日、SODクリエイト）監督/秋山メメ

2020年
- 酔って甘えてくる激カワ彼女と最初から最後までねっとりキス100回SEX（11月5日、SODクリエイト）監督/シズカマン
- マジックミラーペアルームNTRエステ（12月3日、SODクリエイト）監督/クワッチー

2021年
- 新アングル！地面特化VR 小倉由菜「しゅきしゅき～」相思相愛な激カワ彼女とだいしゅきホールド中出し（3月11日、SODクリエイト）監督/矢澤レシーブ
- 美容部員 ゆなさん（B83 W58 H85）（5月24日、SODクリエイト）監督/矢澤レシーブ
- 全肯定カノジョ。 SP版 2セックス収録。「こんなに何度もイってくれるの君だけだよ。」Hしたがり彼女と至福のおうち時間。早漏で絶倫の僕を全体位中出しで受け止めてくれるマジ天使。（7月1日、SODクリエイト）監督/井上ジャパン
- 潮浴びVR 体液大好き！唾飲ませ！顔面潮吹き！ド迫力ダイレクト潮浴びスペシャル!!（11月4日、SODクリエイト）
- 《領域展開/地面特化×天井特化》究極3P密着サンドイッチセックス。前後左右に完全だいしゅきホールドされて 射精してもやめてもらえないイチャラブ温泉旅行 ※豪華VR初共演 小倉由菜×唯井まひろ（11月25日、SODクリエイト）監督/矢澤レシーブ

2022年
- 【フェス帰り×夜行バス】ライブで意気投合した小悪魔ギャルにゼロ距離密着ささやきされ続けた静岡→新宿間（7月21日、SODクリエイト）監督/矢澤レシーブ

2024年
- 【8K】売り上げ大好評につきパワーアップ 少年看守レディのお仕事「射精を許可する」中出し更生施設VR スペシャルver ※SODstar 小倉由菜出演（10月31日、SODクリエイト）監督/矢澤レシーブ

### 全年齢バラエティーコンテンツ
- SDXX-2103 SODstarたちの魅力、すべて見せますスペシャル（2021年3月、SODクリエイト）

※2021年1月実施の『SODポイントシール大抽選会』の非売品景品。DVDと動画の2パターンで入手可能。内容は、約57分の全年齢バラエティー。ロケ地は、新宿歌舞伎町のSODLAND。

### イメージビデオ -DVD-
- Yuna おぐゆなの南国スウィートパラダイス（2018年7月5日、Rebecca）
- 小倉由菜をひとりじめ。～ヒミツのリゾート小旅行～（2018年12月23日、クレイン）
- Yuna2 Refresh cruise（2019年2月7日、Rebecca）
- 裸神（2019年10月26日、Aircontrol）
- REbecca STARS7-The sweets-（2020年2月6日、Rebecca）※総集編
- Yuna3 Everything erogenous（2020年9月10日、Rebecca）
- 新・湯女ごこち7/小倉由菜（2021年2月26日、スパイスビジュアル）
- Yuna4 Smiles～キミを彩る笑顔～（2021年9月2日、Rebecca）
- Twinkle（2022年1月1日、ファインピクチャーズ）
- ボクの彼女（2023年9月28日、Precious Beauty）
- étoile（2024年5月2日、ファインピクチャーズ）

### イメージビデオ -配信-
- 美人すぎる女教師！眼鏡の奥には大人のエロス☆（2021年10月15日、デジグラ）
- 「自分で出したものは自分で拭いてくださいね？」挑発パンチラ編（2021年10月30日、デジグラ）
- メリークリスマス！由菜サンタからのプレゼントは... 下着三昧編（2021年12月18日、デジグラ）
- ジムにも通うバリキャリOLが絶品美ボディをさらけ出す（2022年1月3日、デジグラ）

## 出版

### 書籍
- Yunacent Cute（2018年7月18日、双葉社、撮影：鈴木ゴータ）ISBN 978-4575313765
- Yuna Rhythm（2019年2月25日、彩文館出版、撮影：ALEX WON）ISBN 978-4775606087
- 美熱（2019年10月30日、ジーオーティー、撮影：山口勝己）ISBN 9784814802197
- 愛欲するとき（2020年10月25日、彩文館出版、撮影：上野勇）ISBN 9784775606308
- 4ever（2022年5月、自主出版）[68]クラウドファンディング『小倉由菜4周年記念！4人のカメラマンと4つのテーマで撮るフォトBOOKプロジェクト！！！！』限定販売
- Guradation（2024年2月29日、徳間書店、撮影：柳沢康太）ISBN 978-4198657710
- Cosplay Fetish Book（2024年8月30日、ジーオーティー、撮影：田村浩章）ISBN 978-4823607158

### デジタル写真集
- SODstar 8LOVERS写真集「花譜-kafu-」（2019年2月4日、集英社、撮影：笠井爾示）
- SODstar 小倉由菜×唯井まひろ写真集「求愛行動」（2019年3月15日、集英社、撮影：西條彰仁）
- 恋愛逃避行ここが感じるの…（2019年3月29日、PAD）
- ひとりじめ　ヒミツの小旅行（2019年3月29日、PAD）
- 小倉由菜 ザ・ベスト Vol.1〜8(2020年〜2022年、ソフトオンデマンド）
- マインズANGELS 三つの誘惑（2020年8月24日、小学舘、撮影：西條彰仁）
- 一日彼女券(2020年10月15日、コアマガジン）※実話BUNKA超タブー 2020年11月号未掲載のグラビアを集めたデジタル写真集
- SODstarヘアヌード接客 SODランドにいらっしゃい！（2020年12月21日、小学舘、撮影：佐藤佑一）
- 小倉由菜　featuring 唯井まひろ　Kiss me!（2021年5月14日、小学舘、撮影：西條彰仁）
- 唯井まひろ　featuring 小倉由菜　Hold me！（2021年5月14日、小学舘、撮影：西條彰仁）
- マインズ14ガールズ 14人の極上ヌード（2021年11月1日、小学舘、撮影：市川智也）
- プレミアムヌードシリーズ 小倉由菜 ピンクの乳首は僕のあこがれ（2022年9月12日、講談社、撮影:福島裕二）
- プレミアムヌードシリーズ 小倉由菜 色白なお尻に触れてみたい（2022年9月12日、講談社、撮影:福島裕二）
- 小倉由菜 Mekkawa めっかわ（2023年2月10日、日本ジャーナル出版、撮影：山口勝己）
- マインズALL STARS お風呂屋さんに行こうよ！（2023年9月11日、小学館）
- 愛欲するとき（2024年8月23日、エスデジタル、撮影：上野勇）
- おうちDATE（2025年3月17日、双葉社、撮影：吉田裕之）

### モデル
- スーパー・ポーズブック スペシャル・ヌードポーズ集 小倉由菜 (コスミック・アート・グラフィック) （2018年12月27日、コスミック出版、撮影：KANJI、監修：島本耕司）
- #写真集すぎる商品カタログ feat.小倉由菜（2019年10月19日、WAYLLY）※WAYLLY×SOFT ON DEMAND feat.YUNA OGURA発売記念イベントで限定販売。
- プレミアムヌードポーズブック 小倉由菜（2023年1月20日、ジーオーティー）
- PIN-UP GIRLS（2023年2月15日、G-STYLE、撮影：小野寺廣信）
- ビジュアルヌード・ポーズBOOK act 小倉由菜（2025年5月1日、二見書房、撮影：長谷川朗）

### ROM写真集
- ゆなコス１ -制服・女児服編（2018年8月11日、air platz）※コスホリック23にて発売
- ゆなコス２ -スク水・メイド服編（2018年8月11日、air platz）※コスホリック23にて発売
- Duality（2019年8月12日）※コスホリック26にて発売
- あなたの方から好きって言って（2019年8月12日）※コスホリック26にて発売

### 雑誌表紙
2018年
- 月刊ソフトオンデマンドDVD 4月号（2018年2月、ソフトオンデマンド)
- ベストDVDスーパーライブ 6月号（2018年5月7日、メディアソフト)

2019年
- JKF 4月号(台湾発売の雑誌)
- 月刊ソフトオンデマンドDVD 9月号(最終号)※SODstar11人集合表紙。（2019年7月、ソフトオンデマンド)

2020年
- JKF 3月号(台湾発売の雑誌)
- 月刊ソフトオンデマンド 4月号（2020年3月、ソフトオンデマンド)
- 月刊ソフトオンデマンド 1月号 ※紗倉まな、唯井まひろと三人表紙（2020年12月、ソフトオンデマンド)

2021年
- 月刊ソフトオンデマンド 2月号（2021年1月4日、ソフトオンデマンド)
- MEN'S DVD SEXY2（2021年2月18日、三和出版)
- 月刊アームズマガジン（2022年1月号、ホビージャパン）

2022年
- 月刊ソフトオンデマンド 2月号（2022年1月4日、ソフトオンデマンド)

2023年
- 月刊ソフトオンデマンド 2月号（2023年1月4日、ソフトオンデマンド)

### 雑誌
2017年
- 週刊プレイボーイ（11月13日[69]、集英社）
- FLASH（12月5日[70]、光文社）
- 週刊大衆ヴィーナス（12月29日[71]、双葉社）

2018年
- 週刊プレイボーイ（1月15日[72]、集英社）
- ソフト・オン・デマンドDVD 2018年04月号 表紙（2月17日[73]、ソフト・オン・デマンド）
- 週刊大衆（3月19日[74]、双葉社）

2019年
- 週刊プレイボーイ（2月5日発売号[75]、集英社）
- 週刊大衆（7月1日号[76]、双葉社）
- ソフト・オン・デマンドDVD 8月号増刊 SODstar（2019年6月、ソフトオンデマンド)
- 週刊大衆（10月14日号、双葉社）※巻頭グラビア5ページ。写真集『美熱』の先行カット公開
- 月刊FANZA（1月号、2019年12月12日発売、ジーオーティー）※唯井まひろとの対談

2020年
- JKF（3月号）※台湾にて発行。表紙
- 実話BUNKA超タブー（4月号、コアマガジン）※袋とじ。撮りおろしグラビア4頁
- 月刊ソフトオンデマンド（4月号、ソフトオンデマンド）※表紙
- 週刊プレイボーイ（7月13日発売号[77]、集英社）※インタビュー
- 月刊アームズマガジン（2021年2月号、ホビージャパン）※グラビア

2021年
- 月刊FANZA（3月号、2021年1月22日発売、ジーオーティー）※インタビュー
- MEN'S DVD SEXY2（2021年2月18日発売、三和出版)※表紙、撮りおろしグラビア12頁、付録DVDに撮りおろし映像40分
- 週刊ポスト（2021年5月10日発売、小学館)※袋綴じ撮りおろしグラビア8頁
- 週刊実話（2021年9月30日発売、日本ジャーナル出版)※袋綴じグラビア4頁。イメージビデオ『新・湯女ごこち7』のグラビア。
- 週刊アサヒ芸能（2021年10月5日発売、徳間書店)※グラビア5頁。イメージビデオ『Yuna4』のグラビア。
- 週刊大衆(10月25日発売。11月8日号、双葉社）※グラビア2頁。2022年カレンダーのグラビア。マインズモデルのカレンダーで12頁巻頭特集のうちの2頁。

### 連載
- 黄金のカルテット 小倉由菜編（2019年10月9日[78] ‐ 2020年4月1日[79]、東スポ・裏通り）川上奈々美、小島みなみ、紗倉まなによる週替わりリレー連載。

### 一般メディアインタビュー
- telling,（2021年1月8日[26]、朝日新聞社）

## 出演

### 映画
- 濡れた愛情 ふしだらに暖めて（2019年3月1日、オーピー映画） - 主演・松崎いつか 役[80]
  - いつか…（2019年8月23日、オーピー映画）※『濡れた愛情 ふしだらに暖めて』のR15一般公開編集版[81]
  - 人妻の教え子 ふしだらな裏切り ※『いつか…』CS放送での放送時のタイトル
- 恋の墓（前編・後編）（2020年9月25日、オールイン・エンターテインメント）- あの子 役[82] ※2020～2021年に、大阪、愛知、東京で順次公開。

### 配信ドラマ
- 全裸監督 (2019年8月、Netflix) - AV女優 役
- ゾン100～ゾンビになるまでにしたい100のこと～（2023年8月3日、Netflix）[40]

### オリジナルビデオ
- 歌舞伎町黒社会（2019年8月25日、オールインエンタテインメント）
- 歌舞伎町黒社会2（2019年9月25日、オールインエンタテインメント）
- 嬢王夜曲2 美人キャバ嬢欲望満開ナイト（2019年10月2日、竹書房）※オリジナルビデオ初主演作
  - 小倉由菜と栄川乃亜の絶頂SEXで男客を奪い合うキャバ嬢(成人映画ジャンルでの販売タイトル 2019年9月18日配信)
- デリシャスボディガール・美咲 妖艶未亡人と愛欲たっぷりハンバーグ（2020年7月3日レンタル・8月5日DVD、竹書房） - 高橋美咲 役
  - 小倉由菜の肉欲迸るエロボディのスイート＆ジューシーSEX(成人映画ジャンルでの販売タイトル 2020年6月19日配信)

### テレビ番組(地上波)
- TiARY TV（2018年4月4日、テレビ神奈川）[83]
- ゴッドタン（2018年6月24日・7月1日・2019年1月27日[84]、テレビ東京）
- 月曜から夜ふかし（2018年11月19日、日本テレビ）
- じっくり聞いタロウ〜スター近況（秘）報告〜（2019年6月21日、2022年3月31日[85]、11月10日[86]、2023年9月22日[87]、10月6日[88]、2024年9月12日[89]、テレビ東京）
- ケンコバのバコバコテレビ（2019年10月放送回など、サンテレビ他）
- 同級生、のちセクシー女優（2021年4月8日、テレビ東京）
- ギリギリライブ（#5,6 2021年8月18日、8月25日、北海道文化放送）
- ケンコバのバコバコナイト「バコバコSXII」（2024年12月6日 - 12月27日、サンテレビ）

### テレビ番組(地上波以外)
- 阿部乃ちゃんねる #45,#46（2018年6月3日,7月2日、エンタ!959）
- 裸美人 #79（2018年8月16日、エンタ!959）
- 小倉由菜と唯井まひろのゆるかわレディオ（2018年10月16日、エンタ!959）
- 桃さんぽ #28,#29（2019年2月16日,3月16日、エンタ!959）
- GO!GO!まひゆな号!（2019年6月16日 ‐  、エンタ!959）
- Sweet Angel #102（2019年6月29日、MONDO TV）
- ダラケ! #38,#39 スカパー！アダルト放送大賞2020ノミネート女優大集合！人気セクシー女優ダラケのA-1グランプリ2020！！前編/後編（2020年1月13日,27日、BSスカパー!）
- もう!バカリズムさんの超H!（フジテレビONE）
  - #13（2020年5月18日）[90]
  - #24（2021年6月28日）
  - 春の特別版2022（2022年4月18日）
  - 初夏の特別版2022（2022年5月30日）
- 湯らり鉄道 女子ふたり旅 #9,#10（2020年8月4日,18日、BSスカパー!）[91]
- 架乃ゆらのLOVE昭和 #17,#18（2020年12月2日,2021年1月2日、エンタ!959）※番組BD4巻に収録
- ほろ酔いりりぴ #7,#8（2021年6月2日,7月3日、エンタ!959）
- 本庄鈴ととのいました #5,#6（2021年7月,8月、エンタ!959）
- どぶろっくと山岸逢花のやらかしジャッジメント #1 - #4（2021年11月、刺激ストロングチャンネル）
- 桃色探訪〜伝説の風俗〜 #5【黄金町編】（2022年5月29日、チャンネルNECO）- 「望」役
- ああ、ラブホテル 〜秘密〜  第六話・第十二夜「十八番」（2023年6月23日、WOWOW）- 仮面のSM嬢 役
- 美女たちの密談 モテるの法則X season4（2023年7月、エンタメ～テレ）

### ウェブテレビ
- 土曜の夜は尻上がり!「ピーチゃんねる」（2017年11月25日、AbemaSPECIALチャンネル）[92]
- 桃色♡ゲームチャンネル（2018年1月25日・3月22日・4月19日、AbemaTVウルトラゲームス）[93]
- 川上奈々美のセクステ（2018年4月29日・7月21日・8月19日・9月15日・12月15日・2019年1月27日・3月16日[94]・4月2日[95]、ワロップ放送局)
- いいねゲッターズ（2018年6月26日 - 2021年6月24日、SODクリエイト・ツイキャス）※SODクリエイトのツイキャス初出演は2017年2月13日。なごみ、加藤ももかと出演。
- DTテレビ（2018年7月20日・2019年7月5日、AbemaSPECIALチャンネル）
- 極楽とんぼKAKERUTV（2019年1月10日、AbemaSPECIALチャンネル）
- あおいれな＆小倉由菜のセクステ（2019年5月25日、ワロップ放送局)[96]
- 全裸監督 シーズン1 第1・8話（2019年8月全話配信、Netflix）
- 全裸監督 シーズン2 第2話（2021年6月全話配信、Netflix）
- 小倉由菜TV ライブストリーム（2020年1月29日、YouTube・エンタちゃん）
- マインズツイキャス（2020年5月9日、マインズ・ツイキャス）※MC小島みなみ、ゲスト小倉由菜
- 深層追及恋愛ドキュメントバラエティ『BLACK LOVE』 #1（2021年5月28日、TSUTAYA TV)
- 極楽とんぼのタイムリミット（2021年8月8日、AbemaTV) #29『しみけん監修ドッキリ！人気セクシー女優がハメられる』 共演/しみけん、希島あいり、小島みなみ、AIKA
- れなとあいのおしゃべり好き（2021年9月5日、ワロップ放送局）※向井藍の代役として。有観客開催で無料配信された。
- 紗倉まなとニューヨークのマジックミラーライブ（2021年10月26日、FANY Online）[97]
- 日本大学芸術学部 日芸祭生配信『恋愛って何なんw？』（2021年11月3日、YouTube）※他ゲストは、インディアンス、栗山莉緒
- ニューヨーク恋愛市場（2021年12月21日、ABEMA）
- ぜにいたち（2022年4月11日、ABEMA）#22 セクシーvsクズ！不確定じゃんけん王決定戦
- ロンドンハーツABEMA特別編（2022年5月31日、ABEMA）アンケート協力[98]
- かまいガチ（2022年6月1日、ABEMA）競馬で的中しちゃった＆セクシー女優の誘惑に喜ぶなSP(※唯井まひろ、石原希望と共演)
- ゴッドタン 第2回セクシー女優愛確かめ選手権#1（2022年9月17日、Paravi他各配信サイト）
- 鶴瓶&ナイナイのちょっとあぶないお正月（2023年1月2日、ABEMA） - エロローラー水着塗り合戦美女 役[99]
- ココだけの際どい話: 日本編（原題：성+인물: 일본 편／英題：Risqué Business: Japan）（2023年4月25日、Netflix）[100]
- ロンドンハーツ 究極恋愛シミュレーション ラブマゲドン 全3回（2023年9月12日 - 26日、TELASA）[101]
- お世話になりました(신세 많이 졌습니다) - にこにこ(싱글벙글) （2023年10月22日、YouTube）[102]

### ラジオ
- とにかく明るい安村のとにかく丸裸！（2017年出演有。日時不明。2018年4月21日青山希愛・4月28日望月りさ、5月12日戸田真琴・5月26日青山希愛、10月20日公録・10月27日小泉ひなた・11月3日成宮りか、11月17日桐谷まつり・12月1日唯井まひろ、2019年2月16日公録、3月2日戸田真琴・3月16日本庄鈴、3月30日SODアワード、5月25日古川いおり・6月1日本庄鈴、6月29日古賀まつな・7月6日吉岡明日海、2020年3月7日白川ゆず・3月21日唯井まひろ[103]・5月9日16日23日全て戸田真琴[104]、8月1日永野いち夏・8月16日夏目響、10月3日永野いち夏・10月10日田原凛花、12月5日12日共に夏目響と宮島めい、12月19日26日(最終回)共に古川いおりと本庄鈴と夏目響 文化放送）
- 加美杏奈のCOME'N COME'N RADIO(2020年10月14日第52回 Radiotalk)
- 紗倉まなとニューヨークのマジックミラーナイト(過去11回出演 2021年5月15日、22日、29日、6月5日、10月16日、2022年1月15日、22日、8月27日、9月3日、9月24日、10月1日　文化放送)※2022年1月15.22日、8月27日、9月3日、9月24日、10月1日は、紗倉まなの代役パーソナリティとして。
- #気持ちのいい女たち(2021年8月7日 - 2024年8月17日、2024年10月19日 - 、Podcast) 本庄鈴との二人番組。毎週土曜日更新。
- 『🌙Mine'S三姉妹 金曜日の夜更かし🌙』#20(2022年6月17日、Radiotalk) ※通常は小島みなみ、唯井まひろ、八木奈々のレギュラーラジオに、ソロパーソナリティとして出演。ソロで出演するのは加美杏奈に続いて二人目。
- ラジオのアナ〜ラジアナ(過去2回出演 2022年9月28日、10月5日　FMNACK5)※コーナー「深夜3時のヒロイン」に出演[105]
- AuDee CONNECT（2022年12月28日、TOKYO FMほかJFN系列）
- 白石茉莉奈の「talking free｣ powered by INTEC」（2023年6月11日、渋谷クロスFM）

### ライブチャット、オンラインイベント
- FANZAライブチャット（通算15回 2018年11月16日・2019年8月30日・2020年1月8日・4月20日・5月6日・9月25日・2021年1月8日・5月21日・10月1日・2022年1月9日・8月3日・2023年2月25日・5月12日・2024年2月9日・6月15日、FANZA)
- マインズ横丁おんらいん～小倉由菜～（2020年5月16日Zoomにて定員7名、主催マインズ)[106]
- 【SODprime×ラムタラ第二弾！】SODstar「小倉由菜」インターネットサイン会（2020年6月10日、主催SODPrime ラムタラ)[107]
- おうちでセクステ ※あおいれなと出演（2020年7月26日)
- 番組「GO!GO!まひゆな号」無観客生配信 ※唯井まひろと出演（2020年8月21日、12月22日、2021年3月20日2部制、8月29日2部制、2022年1月16日、12月3日)
- おうちでセクステ ※樋口みつはと出演（2020年9月12日)
- バースデーイベント 1部バースデーツイキャス 2部オンラインツーショットトーク（2020年11月6日、主催マインズ)
- SODstar 共演まつり！ネットサイン会（2020年12月7日、主催SODPrime)
- 小倉由菜とメンズマックスとみんなの夜会(生)（2020年12月11日、主催メンズマックス)
- スカパー!アダルト放送大賞2020 オンラインファンミーティング ※白石茉莉奈と出演（2020年12月18日、主催スカパー!)
- 【SODprime×ラムタラ】インターネットサイン会（2021年3月3日,4月2日、主催SODPrime ラムタラ)
- 番組「ほろ酔いりりぴ」無観客生放送&ネットサイン会 ※有料配信 ※ゲストとして（2021年4月17日)※編集版が2021年6月スカパー!放送予定
- 小倉由菜×唯井まひろ オンラインイベント

（2021年6月21日、主催SODPrime)
- 紗倉まなとニューヨークのマジックミラーライブ（2021年10月29日、文化放送)
- バースデーイベント ツイキャス配信(2021年11月5日、主催マインズ)
- クラウドファンディング4周年記念オンラインサイン会(2022年5月27.29日、ひとつなぎ)

### ゲーム
- 龍が如く7 光と闇の行方（2020年1月16日、PlayStation 4用ソフト、セガゲームス）乙姫ランド・ソープ嬢、小倉由菜 役 ※写真のみの出演
- ゲオTVドアップ25【LIPパネル出題】二つ名は「鉄マンおしゃぶりクイーン」（2020年10月1日、ゲオTV）[108][109][110]
- 先生、学校でしようよ！(2020年)
- 成り上がり～華と武の戦国(2021年)- キャラクター 安岐姫 役
- 龍が如く 維新! 極（2023年2月22日、セガ）[111]- 遊女 役[112]

### パチンコ
- PA豊丸ととある企業の最新作2 SOD 99ver.（2023年10月、豊丸産業）[113]
- Pジューシーハニー極嬢MA（2025年1月、サンセイアールアンドディ）[114]

### ミュージックビデオ
- 「See You In Every Party」Sik-K（2023年8月）[115]

## 賞歴、キャンペーンモデル

### 受賞歴
- SOD AWARD2018 最優秀新人女優賞（2018年3月）
- SOD AWARD2019 優秀専属女優賞（2019年3月）
- メンズサイゾー10周年記念イベント ゲオTVスペシャルアワード 『ヌケるセクシー女優No.1決定戦』キス＆フェラ部門1位（2019年12月）
- ピンク映画ベストテン2019 桃熊賞・主演女優賞（2020年4月）
- 韓国タルロンドール2020 アダルトアワード(딸롱도르 2020 - 어덜트 어워드)親韓派(韓国の方々が好きな)女優部門一位
- スカパー!アダルト放送大賞2020 スカパー!オンデマンドアダルト賞（2020年11月）
- ゲオTV×メンズサイゾー セクシーパネルクイズ ドアップ25 動画人気投票表彰 セクシーLIP女優賞（2020年12月）
- 韓国 第43回黄金撮影賞 親善文化交流賞（2023年10月）[41]
- 韓国 2023 Korea Culture Entertainment Award 芸能賞（2023年11月）[116]

### キャンペーンモデル
- アダルト ヘルスケアブランド "Men'sMax（メンズ・マックス）イメージガール(2019年4月～2022年継続中)
- スマホケースブランド WAYLLY SODコラボレーション イメージモデル(2019年10月)
- ドンキホーテ SODコラボアパレル モデル(2020年5月,10月、2021年7月)※アパレルはパーカー、Tシャツなど。
- セクシーランジェリーブランド モンシェリ ルームウェア等モデル(2021年)

## 写真展
- 小倉由菜4周年記念写真展「4ever」（2022年8月19〜21日、渋谷ギャラリー・ルデコ）[117]

## イベント
2017年
- ソフトオンデマンド ハロウィーン清掃イベント（2017年10月31日、渋谷） ※前日10月30日が、小倉由菜デビュー情報解禁された日である。
- 宝島24戸田店R17にマジックミラー号＆SODstarがやってくる！！（2017年11月4日、宝島24戸田店R17）
- SOD×週プレ酒場 SOD専属女優大集合 ちょっと早いけど…♡クリスマス☆イベント（2017年12月10日、新宿週プレ酒場）

2018年
- SOD AWARD 2018（2018年3月9日、都内某高級ホテル）
- 愛すべき女・女(めめ)たち vol.9（2018年3月29日、ロフト9渋谷）[118]
- マインズ軍団VSタロー軍団（2018年5月8日、新宿バティオス）
- 立ち飲みSOD女子社員1日店長（2018年5月26日、立ち飲みSOD女子社員で二部開催）
- マジ歌ライブ2018 in 横浜アリーナ ～今夜一発いくかい？～（2018年5月31日、横浜アリーナ）※バカリズム歌唱時のAVバックダンサー4人のうちの一人として
- アミューズアニバーサリークルージングイベント（2018年6月9日、名古屋アミューズ）※ポートレート撮影会&クルージング。
- TAE（2018年8月3日 - 5日、台北）
- コスホリック23（2018年8月11日、東京流通センター）
- マインズフェスII（2018年9月24日、恵比寿某所）※シークレット。唯井まひろと二人で(1)入場モギリ (2)終了後、チェキ会
- いいね！ゲッターズ 女子社員酒場訪問（2018年9月27日、女子社員酒場）
- マインズファンクラブイベント「BBQwithマインズ娘!!2018」（2018年10月7日、都内某所）
- ハロウィンの夜お掃除イベント（2018年10月31日、渋谷）※ゲスト及び、捨てるたびに罵られる「萌えないゴミ箱」声の出演[119]
- おぐゆなデビュー1周年&バースデー女子会（2018年11月7日、新宿ネイキッドロフト）
- SOD×SOXSOCKSコラボ 特設ショップ1日店長（2018年11月11日、ラフォーレ原宿）
- 慶應大学三田祭トークショー「マジックミター号」（2018年11月23日、慶應大学三田キャンパス）
- SOD新スタジオで写真展＆撮影会＆お茶会 小倉由菜 大槻ひびき（2018年12月2日、ソフトオンデマンド本社）※二部開催。一部は女子限定
- 女子社員酒場 平日1日店長（2018年12月6日、女子社員酒場）
- 女子社員酒場 1日店長（2018年12月23日、女子社員酒場で二部開催）

2019年
- でっかい愛がここにある！♡平成最後のバレンタイン♡（2019年2月14日、阿佐ヶ谷ロフトA）
- マインズファンクラブイベント第19回「マインズ大新年会 2019！～新春ウルトラクイズ大会の巻～」（2019年2月17日、都内某9所）
- 小倉由菜さん1日店長！！SOD×S〇XSOCK9Sセカンドコラボ記念☆（2019年2月24日、MAGNET by SHIBUYA109）
- マインズ娘と泥酔ナイト vol.23（2019年2月27日、阿佐ヶ谷ロフトA）
- 台湾撮影会（2019年3月8～10日、台北）
- SODstar&マジックミラー号来店イベント（戸田真琴、本庄鈴と三人イベント、2019年3月17日、宝島24戸田店R17）[120]
- SOD AWARD 2019（2019年3月21日、都内某高級ホテル）
- セクシー女優 春期講習会 〜目指せセンター試験 天下分け目の東京大決戦〜（2019年3月23日、新宿ルイードK4）[121]
- LONELY論理×SODコラボ記念！高円寺秘所で小倉由菜さんと会える！（2019年3月31日、高円寺某所）[122]
- 大感謝祭 2019 平成最後の春の夢 in大阪（2019年4月13日、大阪 ユニバース）
- Syain Bar（2019年5月6日、新中野Syain Bar）[123]
- OLD TIMES SWAP MEET CAMP（2019年5月18日、山形 寒河江チェリーランド）[124]
- いいね！ゲッターズ来店（2019年6月6日、新中野Syain Bar）[125]
- 「GO!GO!まひゆな号」放送直前！公開生放送（2019年6月12日、秋葉原Pigooスタジオ）
- セクシー女優 夏前特訓会 〜目指せセンター試験 天下分け目の東京大決戦vol.2〜バンビ学園ｖｓマインズ女子高（2019年6月22日、MUSE音楽館）[126]
- 小倉由菜×バイク川崎バイク トークショー&撮影会（2019年6月23日、新中野Syain Bar）[127]
- GO!GO!まひゆな号イベント（2019年7月7日、ロフト9渋谷）
- 第20回 マインズファンクラブイベント大納涼祭 with マインズ娘!! 2019（2019年7月21日、都内某所）
- 台湾 TRE台北国際成人展（台北レッドエキスポ2019）（2019年8月2日 - 4日、台北）※Men'sMaxイメージガールとして参加
- コスホリック26（2019年8月12日、東京流通センター）
- オフ会 おぐゆなとタッカルビ！！（2019年8月24日、都内某所）[128]
- SOD×GALLIS ADDICTIONコラボ記念 1日店長（2019年8月25日、JACKROSE原宿本店）
- 『いつか…』上映舞台挨拶（2019年9月1日、テアトル新宿）
- 桃さんぽトークライブ（2019年9月15日、ロフト9渋谷）
- イベント 1日限定キャバ嬢出勤（2019年9月25日、六本木レッドドラゴン）
- いいね！ゲッターズ来店 帰れま3（2019年9月26日、新中野Syain Bar）[129]
- あおいれな 新曲リリースイベント（2019年10月11日、都内某所）※トークゲスト
- WAYLLY×SOD Collaboration記念 小倉由菜さんイベント（2019年10月19日、原宿Galaxy-gingakei）
- マインズファンクラブイベント「BBQwithマインズ娘!!2019」（2019年10月20日、都内某所）
- いいね！ゲッターズ来店（2019年10月31日、新中野Syain Bar）
- 『いつか…』上映舞台挨拶（2019年11月6日、キネカ大森）
- いいね！ゲッターズ来店（2019年11月21日、新中野Syain Bar）
- マインズフェスⅢ（2019年11月27日、渋谷区某所）
- 韓国ファンミーティング（2019年12月7日、韓国）
- 台湾ファンミーティング、オフ会、撮影会（2019年12月14・15日、台北）
- あおいれな&小倉由菜 女優賞Wノミネート記念イベント！（2019年12月19日、都内某所）
- 「GO!GO!まひゆな号」放送直前！公開生放送（2019年12月20日、秋葉原Pigooスタジオ）
- マインズ娘と泥酔ナイトvol.28～クリスマススペシャル！～（2019年12月23日、新宿ネイキッドロフト）
- いいね！ゲッターズ来店（2019年12月26日、新中野Syain Bar）
- 大阪ファンミーティング「おぐゆな大忘年会！」（2019年12月29日、大阪市鶴見区某所）

2020年
- Syainbarプレミアム出勤（2020年1月9日、新中野Syain Bar）
- メンズサイゾー10周年記念イベント

ゲオTVスペシャルアワード『ヌケるセクシー女優No.1決定戦』（2020年1月10日、新宿ロフトプラスワン）
- Syainbarプレミアム出勤（2020年1月16日、新中野Syain Bar）
- 女子社員酒場 1日店長（2020年1月26日、女子社員酒場で二部開催）
- YouTube「小倉由菜TV」出張公開生放送（2020年1月29日、秋葉原Pigooスタジオ）
- 秋葉原女子社員酒場スペシャルイベント（2020年1月31日、女子社員酒場）
- 2020年!!Mine'S Fan Club 大新年会（2020年2月2日、都内某所）
- Syainbarプレミアム出勤（2020年2月7日、新中野Syain Bar）
- 小倉由菜・本庄鈴・吉岡明日海 スペシャル撮影会（2020年2月22日、DVD個室鑑賞はじめました ソフト・オン・デマンド）※開催場所は2020年4月4日店舗統合にて閉店。これが最後のイベントとなった。
- 「GO!GO!まひゆな号」公開生放送＆BD発売記念イベント（2020年2月23日、秋葉原Pigooスタジオ）
- Syainbarプレミアム出勤（2020年3月13日、新中野Syain Bar）
- Syainbarプレミアム出勤（2020年3月31日、新中野Syain Bar）※コロナ自粛前、最後のイベント
- アミューズ6周年アニバーサリーイベント

（2020年6月20日、名古屋アミューズ）※野外ポートレート撮影会&ナイトクルーズ。出演モデル：小倉由菜・なつめ愛莉・亜矢みつき・白石かんな・芹沢ゆうり※コロナ自粛後、初のイベント
- トークショー（2020年6月28日、浅草ロック座）
- アキバに愛に恋！(2020年8月23日、秋葉原 女子社員酒場）
- コスプレ個人撮影会 4部＋追加2部(2020年9月13日、都内某所）
- soxsocks 一日店長(2020年9月23日、渋谷 MAGNET bySHIBUYA109）
- トークショー＆撮影会イベント 2部開催(2020年10月24日、新宿 SODLAND 4F SILENT BAR）
- 映画「恋の墓」リモート舞台挨拶(2020年10月31日、名古屋シネマスコーレ）

2021年
- 映画「恋の墓」舞台挨拶（2021年3月12日、アップリンク渋谷）※2021年1月15日に一度予定するも、緊急事態宣言により公開延期。3月12日実施。
- SODポイントシール当選者様限定イベント『出張！SODLAND』（2021年7月11日、宮城某所）※2021年3月21日、5月16日と二度予定するも、宮城県独自の緊急事態宣言などにより二度延期。7月11日実施。
- 第23回もっこり乱舞!!SODムク市（2021年7月31日、新中野Syain Bar）

※2021年5月5日予定するも、東京都の緊急事態宣言により延期。
- soxsocks 一日店長(2021年10月7日、渋谷 MAGNET bySHIBUYA109）
- “テリー × IKURA トークLIVE ＆ IKURAアコースティックLIVE”(2021年10月30日、逗子surfers）※本庄鈴とゲスト出演。
- まっ昼間のマジックミラー号グランプリ(2021年11月23日、ヨシモト∞ホール）

2022年
- 女子社員酒場イベント（2022年3月20日、秋葉原女子社員酒場）
- 10周年＆生誕祭SP 〜絶対に泣いてはいけない 紗倉まな〜　※シークレットゲスト（2022年3月23日、新宿某所）
- soxsocks 一日店長（2022年5月4日、渋谷 MAGNET bySHIBUYA109）
- 上原亜依トークショーゲスト（2022年5月14日、浅草ロック座）
- クラウドファンディング4周年記念お渡し会（2022年5月15日、渋谷）
- クラウドファンディング4周年プロジェクト記念オフ会（2022年5月22日、渋谷）
- クラウドファンディング4周年記念！写ルンですde女子オフ会（2022年5月29日、秋葉原）
- セクシーハンター収録イベント（2022年10月2日、コンコルド777岐阜羽島駅前）
- SODLAND出勤イベント（2022年10月10日、新宿）
- 5周年記念イベント※2部制（2022年12月4日、新宿SODLAND）
- SODstar15周年記念アキバに愛に恋※3部制（2022年12月11日、秋葉原）

## その他

### アパレル
- ルームウェア パジャマ 小倉由菜モデル（2021年、モンシェリ）

### トレーディングカード
- 小倉由菜 CJ SEXY CARD SERIES VOL.53 ～こっちの小倉はあ～まいよ～（2019年7月27日、ジュートク）[131]。
- ジューシーハニーPLUS#4 小倉由菜 天使もえ 希崎ジェシカ 戸田真琴（2019年10月26日、ミント）
- 小倉由菜　CJ SEXY CARD SERIES VOL.67 ～由菜花畑～（2020年9月26日、ジュートク）[132]
- ジューシーハニー#9 小倉由菜 三上悠亜 美谷朱里 山岸逢花（2020年12月19日、ミント）

### カレンダー
- 2019年 カレンダー CL-641 壁掛け B2（2018年10月発売、トライエックス）
- 2019年 カレンダー CL-678 卓上 A5（2018年10月発売、トライエックス）
- 2020年 カレンダー CL-1708 壁掛け B2（2019年10月19日発売、トライエックス）
- 2020年 カレンダー CL-1756 卓上 A5（2019年10月19日発売、トライエックス）
- 2021年 カレンダー CL-1710 壁掛け B2（2020年10月17日発売、トライエックス）
- 2021年 カレンダー CL-1756 卓上 A5（2020年10月17日発売、トライエックス）
- 2022年 カレンダー CL22-1711 壁掛け B2（2021年10月23日発売、トライエックス）
- 2022年 カレンダー CL22-1756 卓上 A5（2021年10月23日発売、トライエックス）
- 2023年 カレンダー 壁掛け B2（2022年10月29日発売、トライエックス）
- 2023年 カレンダー 卓上 A5（2022年10月29日発売、トライエックス）
- 2024年 カレンダー 壁掛け B2（2023年9月8日発売、トライエックス）
- 2024年 カレンダー 卓上 A5（2023年9月8日発売、トライエックス）
- 2025年 カレンダー 壁掛け B2（2024年9月13日発売、トライエックス）
- 2025年 カレンダー 卓上 A5（2024年9月13日発売、トライエックス）

### アダルトグッズ
- 2019年9月 極選フェラＤＸ小倉由菜 発売。小倉由菜の口内をリアルに再現し骨格やバイブなども内蔵されたフェラタイプのオナホール
- 2020年12月16日 極選愛器 小倉由菜 (エンジョイトイズ)
- 2022年4月15日 極選BACK 小倉由菜 (エンジョイトイズ)
- 2024年8月20日 極選淫声 小倉由菜 (エンジョイトイズ)

### 会員型有料SNS
- FOLLOW ME (2021年3月～10月)